# Ana Marcela Cunha
Ana Marcela Jesus Soares da Cunha (Salvador, 23 de março de 1992) é uma nadadora brasileira, campeã olímpica, que compete em provas de maratona aquática. Campeã do prêmio de maior nadadora de águas abertas do mundo por seis vezes (2010, 2014, 2015, 2017, 2018 e 2019). Nos Jogos Olímpicos de 2020, sagrou-se campeã olímpica, ao vencer a maratona aquática nas águas da Baía de Tóquio.
É considerada uma das maiores maratonistas aquáticas da história, tendo obtido, além do ouro olímpico em Tóquio 2020, catorze medalhas em mundiais, sendo sete de ouro, além de medalhas e títulos em todas as competições relevantes existentes. Suas inúmeras conquistas são comparáveis apenas às de Larisa Ilchenko, outra multimedalhista em mundiais. Ana é lésbica.

## Carreira esportiva

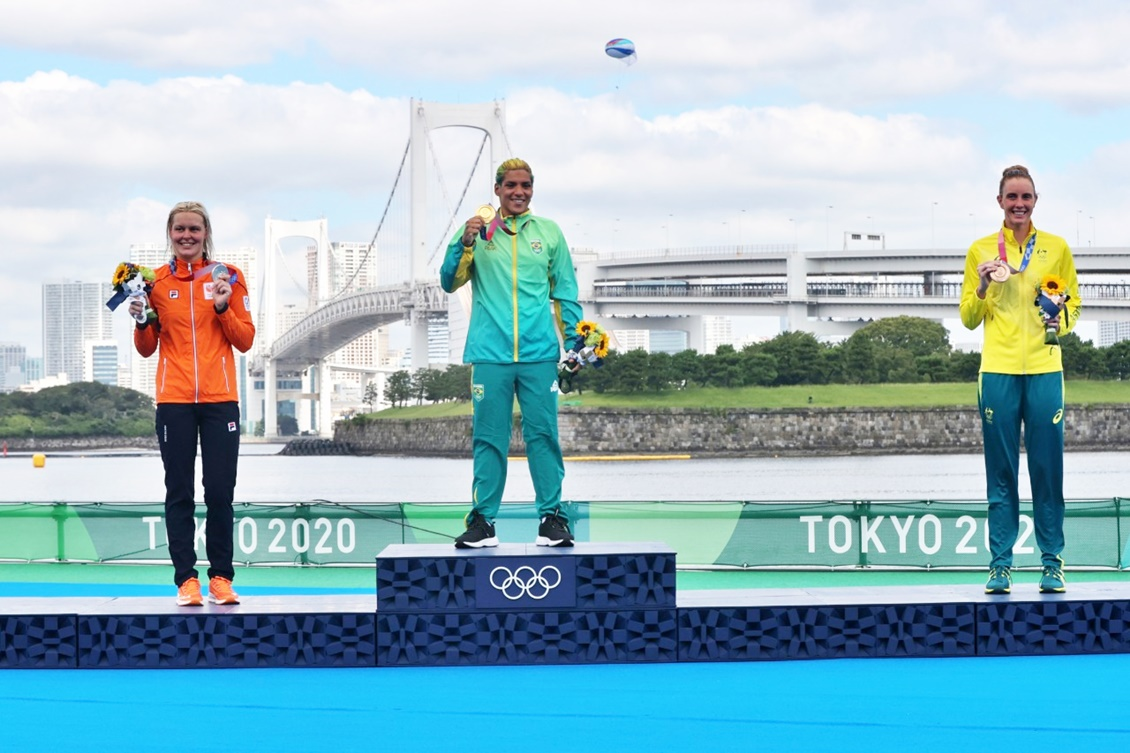

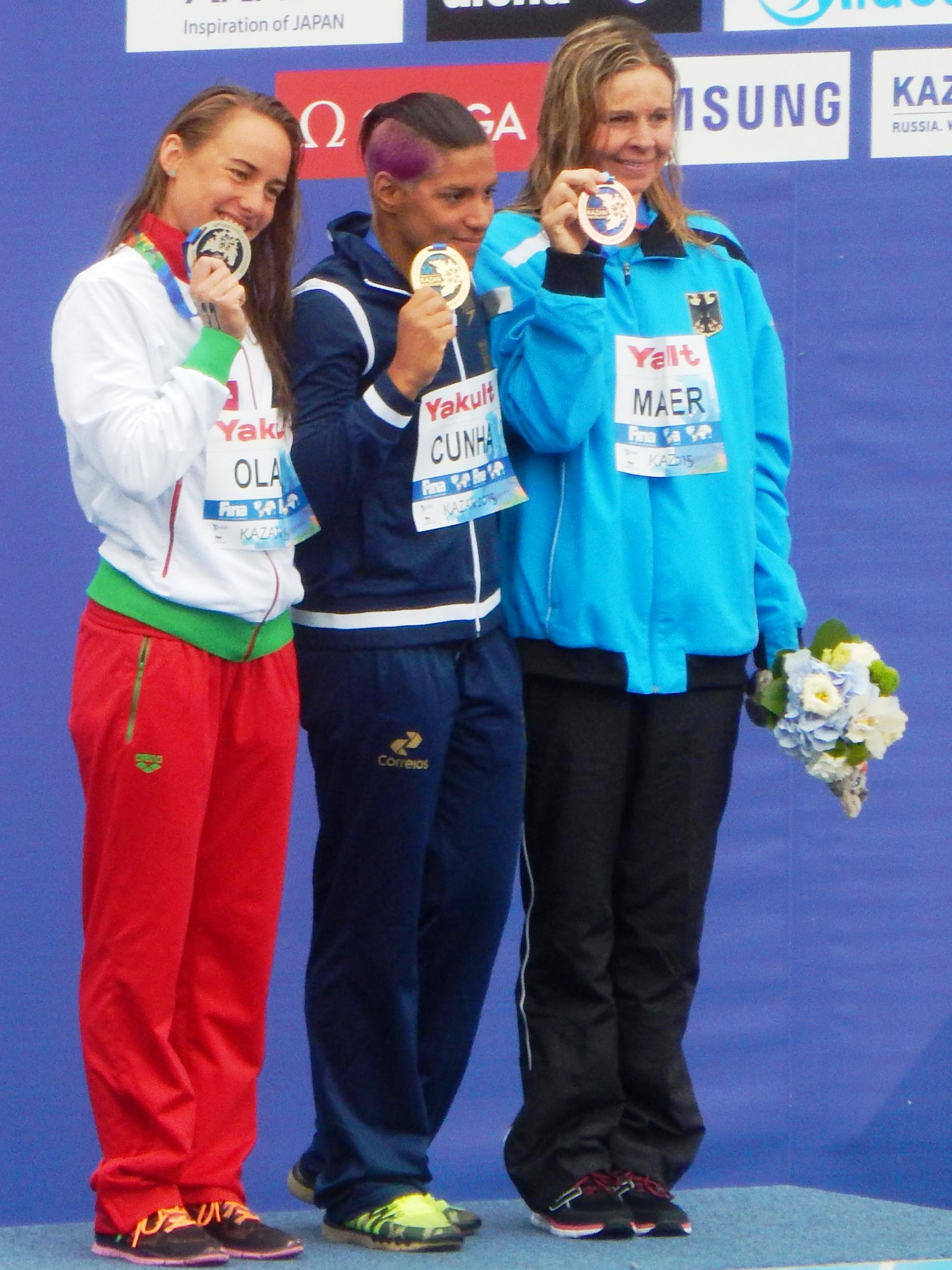
Ana Marcela Cunha recebendo a medalha do bicampeonato mundial em Kazan 2015

### Início
Filha de pai nadador e mãe ginasta, começou a nadar aos dois anos, na creche que frequentava. Em 2001 passou a treinar no Clube Olímpico de Natação em Salvador e, em 2007, se transferiu para a Universidade Santa Cecília (UNISANTA), em Santos. Atualmente é Terceiro-Sargento da Marinha do Brasil.

### 2008: Primeiros jogos olímpicos
Participou da prova nos Jogos Olímpicos de Verão de 2008, realizados em Pequim, na qual terminou na quinta colocação na Maratona de 10 quilômetros.

### 2009

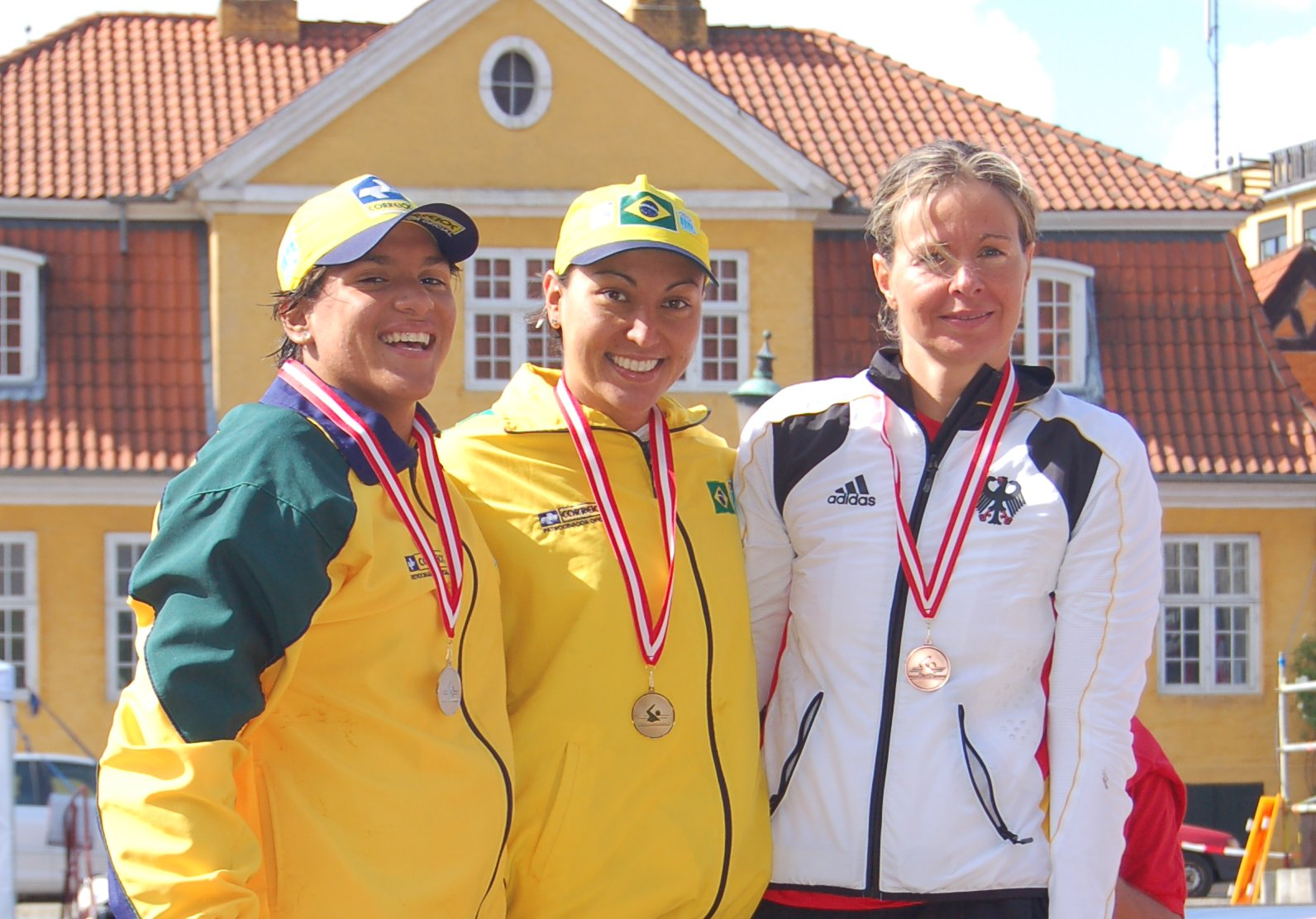
Ana Marcela Cunha (esquerda) em Copenhague no pódio dos 10k da maratona aquática na Copa do Mundo de 2009.

Participou do Campeonato Mundial de Esportes Aquáticos de Roma 2009, onde ficou na 22.ª colocação na maratona de 10 km.

### 2010
Ganhou a medalha de bronze no mundial da categoria, e foi campeã do circuito Copa do Mundo em 2010. Com isso, foi eleita pela Federação Internacional de Natação (FINA) a melhor nadadora de águas abertas desta temporada, e também ganhou o prêmio Brasil Olímpico.

### 2011

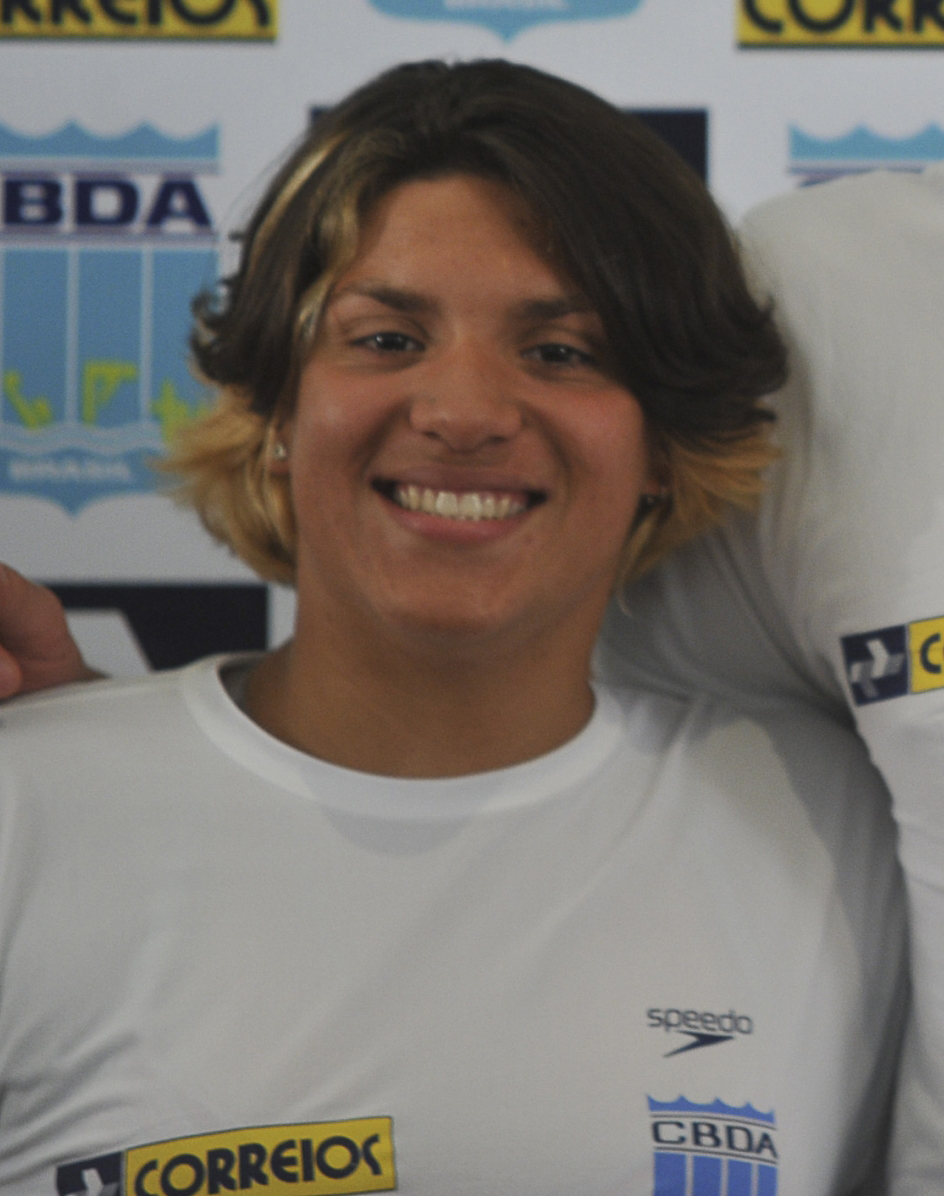
Ana Marcela Cunha em 2011, recebendo uma homenagem em Brasília.

Atleta da UNISANTA, no Campeonato Mundial de Esportes Aquáticos de 2011 realizado em Xangai, chegou em 7.º na maratona aquática de 5 quilômetros, e venceu a prova da maratona aquática de 25 quilômetros, com 5 horas 29 minutos e 22 segundos.
Nos Jogos Pan-Americanos de 2011, ficou em 5.º lugar na maratona de 10 quilômetros.

### 2013
No Campeonato Mundial de Esportes Aquáticos de 2013, em Barcelona, ela ganhou a medalha de bronze na Maratona Aquática  de 5 quilômetros, fazendo dobradinha com a brasileira Poliana Okimoto, que ganhou a prata. Poucos dias depois, obteve a medalha de prata na prova de 10 quilômetros, novamente fazendo dobradinha com Poliana Okimoto, que ganhou a prova, obtendo o ouro.

### 2014: Melhor atleta do ano
Em 2014, venceu a Travessia Capri-Napoli, tradicional prova italiana entre as duas localidades cuja distância é de 36 km, marcando o novo recorde da travessia, com o tempo de 6 horas 24 minutos 47 segundos ― o antigo recorde era de 6 horas 31 minutos 26 segundos, como parte de sua preparação para os Jogos Olímpicos e Paralímpicos Rio 2016. Foi a primeira vez que ela disputou a prova. No mesmo ano conquistou o tricampeonato da Copa do Mundo de Maratonas Aquáticas, disputado em Hong Kong, subindo ao pódio em todas as etapas do mundial, disputadas na distância de 10 quilômetros. Foi eleita a melhor atleta do ano na maratona aquática pela FINA.

### 2015: Bicampeã mundial

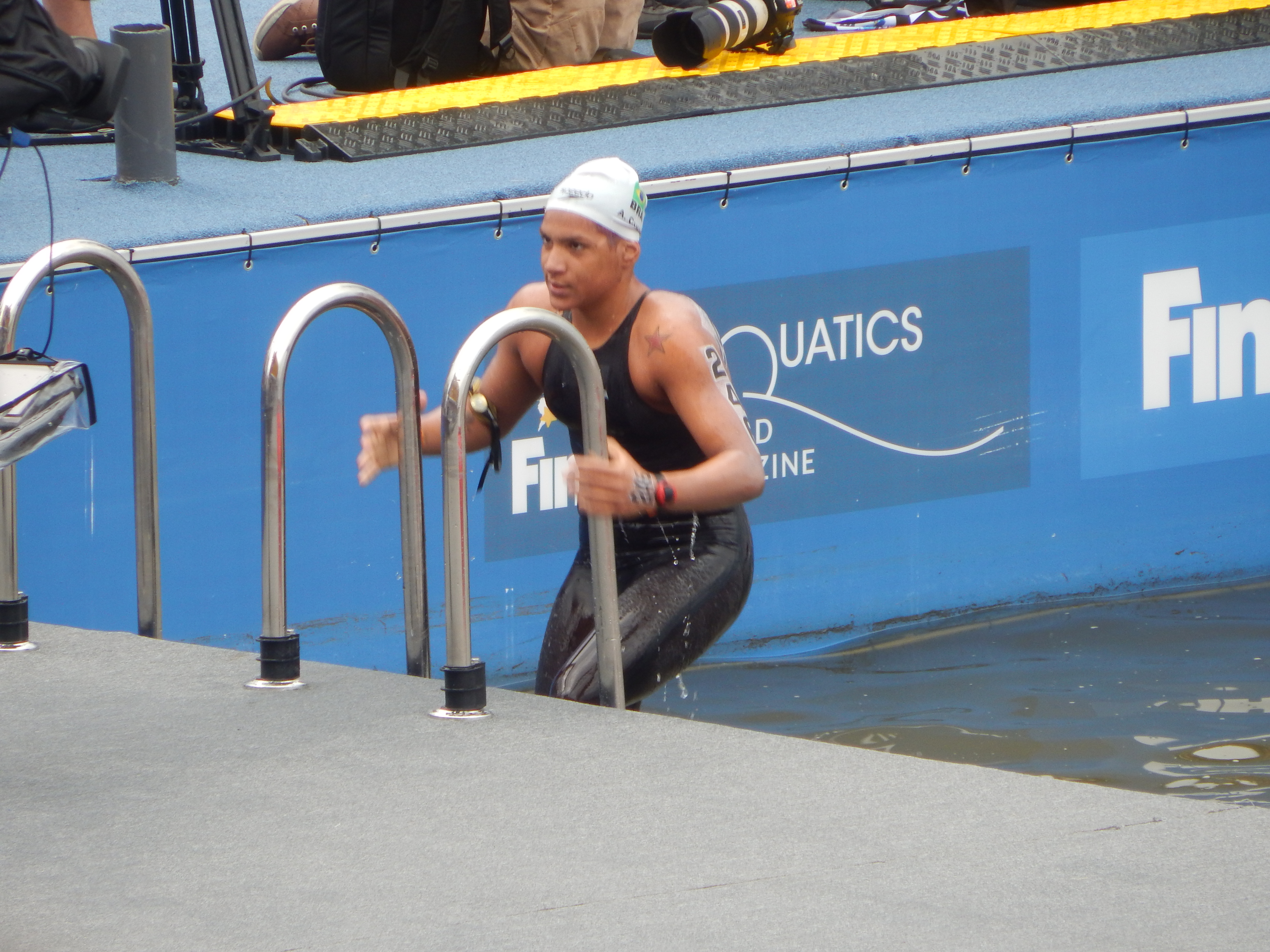
Ana Marcela Cunha durante a disputa dos 25 quilômetros da maratona aquática no mundial de Kazan em 2015

No Campeonato Mundial de Esportes Aquáticos de 2015, ela ganhou a medalha de bronze na Maratona Aquática de 10 quilômetros. Dois dias depois, ela ganhou a prata, na prova de Equipe Mista de 5 quilômetros. Em 1.º de agosto, ela se tornou bicampeã mundial da prova da Maratona Aquática de 25 quilômetros. Aos 23 anos de idade, Ana Marcela Cunha se tornou a mulher brasileira com mais medalhas obtidas em campeonatos mundiais de esportes olímpicos.

### 2016: Jogos Olímpicos do Rio de Janeiro
Ana Marcela participou dos Jogos Olímpicos de 2016 e era uma das favoritas ao pódio, porém terminou em 10.º lugar. Ela afirmou que teve problemas para se alimentar durante a prova e via isso como um dos motivos para não chegar ao pódio.

### 2019: Fazendo história nos jogos Pan- Americanos
Em 2019 entrou no International Marathon Swimming Hall of Fame.
No Campeonato Mundial de Esportes Aquáticos de 2019 em Gwangju, Ana Marcela conquistou a medalha de ouro nos 5 e 25 quilômetros. As conquistas a tornaram a maior medalhista da história da competição.
Nos Jogos Pan-Americanos de Lima 2019 fez história conquistando a primeira medalha de ouro do Brasil na prova de 10 quilômetros em Pan-Americano, também era uma das únicas medalhas que Ana Marcela não tinha e conquistou fazendo dobradinha brasileira com a Viviane Jungblut que ficou com o bronze.

### 2021: Campeã olímpica em Tóquio

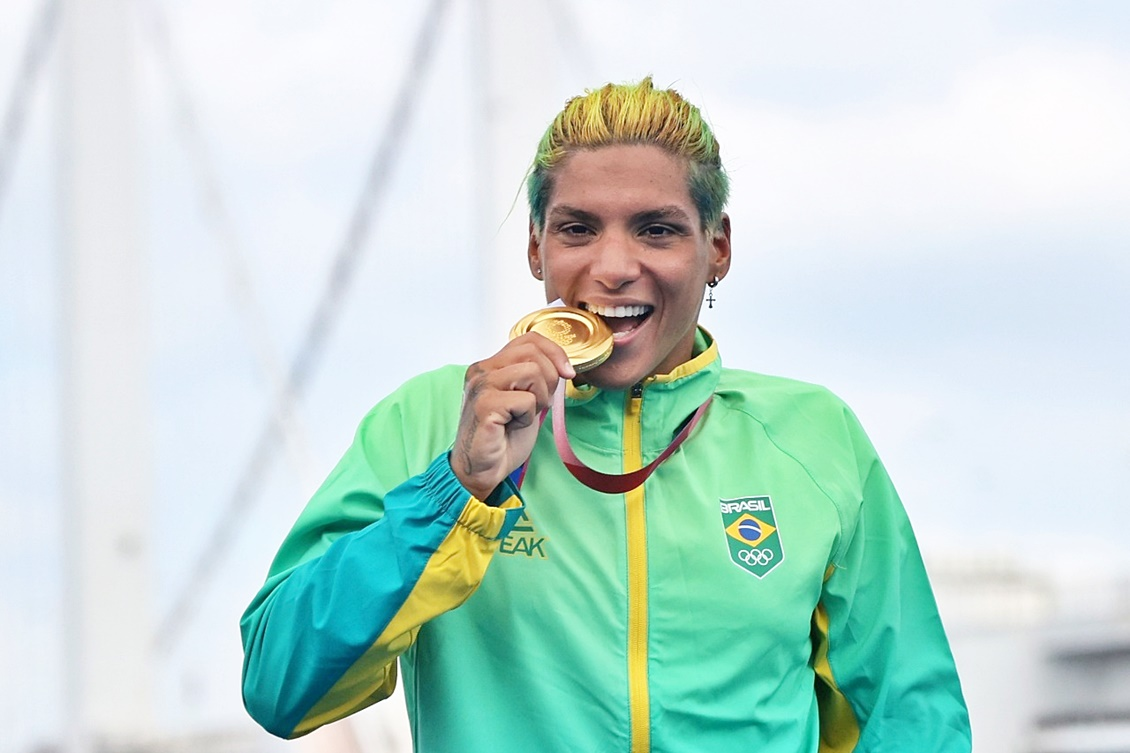
Ana Marcela com sua medalha de ouro olímpica nos jogos olímpicos Tóquio 2020 em 2021.

Ana Marcela classificou-se para a prova de maratona aquática dos Jogos Olímpicos de Tóquio 2020 (realizado em 2021). Sagrou-se campeã olímpica, ao vencer a prova de 10km, se tornando assim a  primeira a conquistar um ouro olímpico na história da natação feminina do Brasil.

### 2022
Em março de 2022, sagrou-se campeã da Copa Europeia de Águas Abertas, vencendo a prova de 10km realizada em Israel.
No Campeonato Mundial de Esportes Aquáticos de 2022, realizado em Budapeste, Hungria, ela obteve pela 2ª vez seguida o ouro na prova dos 5 km da maratona aquática, com o tempo de 57m52s9. Também ganhou o bronze nos 10 km. Na prova dos 25 km se tornou pentacampeã mundial neste ano.

### 2023: Vice-campeã Pan-Americana
Em outubro de 2023, nos Jogos Pan-americanos de Santiago, Ana Marcela conquistou a medalha de prata na prova de 10km.

### 2024: Quarto Lugar nas Olimpíadas de Paris e Heptacampeonato da Copa do Mundo de Águas Abertas
Em fevereiro de 2024, no Campeonato Mundial de Esportes Aquáticos de 2024, realizado em Doha, no Catar, a atleta alcançou o quinto lugar na prova de 10 km, o que lhe assegurou vaga para disputar os Jogos Olímpicos de Verão de 2024.
Nos Jogos Olímpicos de Paris, Ana Marcela ficou em quarto lugar, não alcançando o pódio.

Ao longo do ano, Ana Marcela ainda participou de diversas etapas da Copa do Mundo de Águas Abertas, organizada pela World Aquatics, tendo logrado ser campeã, pela sétima vez, desse circuito. 